# Memorijalni turnir 'Neven i Mijo'
Memorijalni turnir 'Neven i Mijo' je nogometni turnir za seniorske klubove kojeg organizira nogometni klub Svačić iz Starog Slatinika kod Slavonskog Broda. 

Turnir se igra neprekidno od 2001. godine, krajem srpnja. Svačić, iako domaćin i organizator turnira, često natjecateljski ne sudjeluje na turniru, nego za vrijeme turnira igra revijalnu utakmicu. Na turniru nastupaju klubovi uglavnom s područja Brodsko-posavske županije. 

Nevenko-Neven Đalaković (26. prosinca 1970. – 25. lipnja 1992.) i Mijo Vrljić (6. listopada 1964. – 2. svibnja 1992.) su bili nogometaši Svačića koji su kao pripadnici 3. gardijske brigade poginuli u Domovinskom ratu.

## Dosadašnji pobjednici i sudionici
| godina | pobjednik                     | drugoplasirani             | trećeplasirani             | četvrtoplasirani          |
| ------ | ----------------------------- | -------------------------- | -------------------------- | ------------------------- |
| 2001.  | Oriolik Oriovac               | Omladinac Ciglenik         | Svačić-bagi Stari Slatinik | Batrina                   |
| 2002.  | Svjetlost Lužani              | Slobodnica                 | Slavonac Nova Kapela       | Batrina                   |
| 2003.  | Slobodnica                    | Slavonac Nova Kapela       | Psunj-Sokol Okučani        | Zadrugar Oprisavci        |
| 2004.  | Slobodnica                    | Slavonac Nova Kapela       | Mladost Sibinj             | Amater Slavonski Brod     |
| 2005.  | Slavonac Nova Kapela          | Slobodnica                 | Psunj-Sokol Okučani        | Mladost Sibinj            |
| 2006.  | Zadrugar Oprisavci            | Oriolik Oriovac            | Slobodnica                 | Slavonac Nova Kapela      |
| 2007.  | Slobodnica                    | Slavonac Gornja Bebrina    | Sloga Gromačnik            | Omladinac Gornja Vrba     |
| 2008.  | Slobodnica                    | Slavonac Brodski Stupnik   | Amater Slavonski Brod      | MV Croatia Slavonski Brod |
| 2009.  | Mladost Bicko Selo            | Mladost Sibinj             | Svačić-bagi Stari Slatinik | Slavonac Brodski Stupnik  |
| 2010.  | Slavonac Nova Kapela          | Slobodnica                 | Slavonac Slavonski Kobaš   | Podvinje                  |
| 2011.  | Slobodnica                    | Željezničar Slavonski Brod | Slavonac Bukovlje          | Podvinje                  |
| 2012.  | Tomislav Pan Donji Andrijevci | Slobodnica                 | Slavonac Nova Kapela       | Slavonac Brodski Stupnik  |
| 2013.  | Slobodnica                    | Slavonac Brodski Stupnik   | Mladost Sibinj             | Graničar Brodski Varoš    |
| 2014.  | Graničar Brodski Varoš        | Slavonac Brodski Stupnik   | Slavonac Slavonski Kobaš   | Vatrogasac Grižići        |
| 2015.  | Zvonimir Donja Vrba           | Vatrogasac Grižići         | Slavonac Slavonski Kobaš   | Slavonac Brodski Stupnik  |
| 2016.  | Svačić Stari Slatinik         | Slavonac Brodski Stupnik   | Graničar Brodski Varoš     | Vatrogasac Grižići        |

## Poveznice
- NK Svačić Bagi Stari Slatnik
- Stari Slatinik
- nksvacic.com.hr  Arhivirana inačica izvorne stranice od 2. ožujka 2017. (Wayback Machine)
- nksvacic.com.hr - stranica turnira  Arhivirana inačica izvorne stranice od 16. veljače 2017. (Wayback Machine)